# Irving Klaw
Irving Klaw (9. listopadu 1910 – 3. září 1966), který sám sebe označoval za „Krále Pin-up“ („Pin-up King“) byl vlivný americký obchodník s filmy a fotografiemi, obsahujícími erotiku, glamour a děvčata pin-up. Stejně jako jeho předchůdce Charles Guyette, který byl rovněž obchodníkem s fetiš fotografiemi, také Klaw nebyl fotograf, ale byl spíše obchodník s uměleckými obrazy a filmy. Jeho přínosem bylo zavedení uměleckého fetiše (s modelkami jako například Bettie Page, June King, Joan Rydell, Jackie Miller a řady dalších), sponzoring ilustračních umělců (jako Eric Stanton nebo Gene Bilbrew), a nepřímo propagoval odkaz Charlese Guyetta a Johna Willieho. Irving Klaw je ústřední postavou toho, co historik umění Richard Pérez Seves označil za "Bizarní Underground" - fetish art před rokem 1970.

## Život a dílo
Klaw se narodil v Brooklynu v New Yorku. Jeho podnikání začalo v roce 1938 když se svou sestrou Paoulou otevřeli knihkupectví na 14. ulici čp 209 v Manhattanu.
Poté, co zjistil, že teenageři často vytrhávají fotky z filmových časopisů, přešel k prodeji portrétů filmových hvězd a fotografií, které se prodávaly tak dobře, že přestal prodávat knihy a přesunul obchod ze suterénu na ulici. Business prosperoval a samozvaný „Pin-up King“ se přestěhoval na 14. ulici čp. 212, a působil pod názvem Movie Star News.

## Fetiš art

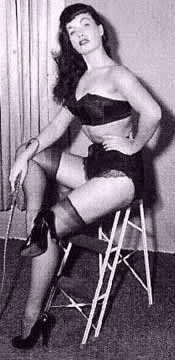
Bettie Page s bičem

V roce 1948 získal podporu sběratele známého jako Little John, který Klawa inspiroval a sponzoroval jeho vstup do fetiš artu. Klaw byl také ovlivněn vydavatelem časopisů Robertem Harrisonem. Jeho prvními modelkami byli například Barbara Leslie, Vicky Hayes, Joan "Eve" Rydell, Lili Dawn, Shirley "Cici" Maitland, Kevin Daley, Roz Greenwood, a nakonec také Bettie Page.
V padesátých letech 20. století se Irving Klaw stal v USA známým jako král pin-upů. Produkoval několik filmů, z nichž nejoblíbenější byly Varietease (1954) a Teaserama (1955). Betty Page se objevila v obou filmech. V roce 2000 byly v USA znovu vydány na DVD.
Svým zákazníkům poštou posílal fotografie s motivy sadismu, masochismu a bondage. Klaw také navrhl Bettie Page účes s ofinou, která se stala jejím poznávacím znamením a díky které byla v následujících desetiletích snadno rozpoznatelná. Klawovou zásluhou vešla ve známost jako první modelka v oblasti bondage a fetiše filmem Bettie Page – The Dark Angel („Bettie Page – Temný anděl“). Klaw vyplnil mezeru na trhu fotografiemi, kde tématem byly dominy s bičem – fotografie s nimi nebyly ve veřejně prodávaných časopisech pro muže za éry prezidenta Eisenhowera dostupné. I přes Klawova tvrzení, sloužící jen obchodním účelům, však neměla samotná Page zájem o BDSM. Zveřejněny byly například fotografie na téma femdom, na nichž pózovala se svojí sestrou spoutaná či v submisivních pózách, pod názvem Damsel in Distress („Slečna v nesnázích“).
Když Irvingem Klawem inspirovaní umělci jako John Willie a Gene Bilbrew již neprodukovali jednotlivé snímky, ale série fotografií vyprávějící příběhy, přešel Irving Klaw k produkci filmů. S Bettie Page a s dalšími hvězdami pin-up a burlesky, například s Lili St. Cyr a Tempest Storm, natočila film Striporama (1953), který režíroval Jerald Intrator a Irving Klaw režíroval filmy Varietease (1954) a Teaserama (1955). Filmy měly velký význam pro šíření obliby striptýzu v prudérní poválečné Americe a ovlivnily mnohem více lidí než burleska v nočních klubech či vaudeville divadla. Bettie Page se stala díky Klawovi ikonou tzv. catfigthů, tedy ženských soubojů plných škrábání, kousání a tahání za vlasy. Vystupovala přibližně v padesáti filmech, kde mezi sebou zápasí ženy, a na stovkách fotografií se objevila v bojových pózách.
V roce 1957 však přišlo slyšení politika Estese Kefauvera u podvýboru Senátu pro kriminalitu mladistvých (United States Senate Subcommittee on Juvenile Delinquency), který se snažil spojit pornografii s kriminalitou. Klaw byl označen za degenerativního pornografa a byla zahájena vlna cenzury médií. Kvůli politickým, společenským a právním tlakům, kterým čelil, uzavřel Klaw svůj obchod a spálil mnoho negativů. Odhaduje se, že bylo zničeno více než 80% negativů. Nicméně jeho sestra Paula tajně uschovala některé z nejlepších snímků, které jsou k vidění dodnes (2019).
Irving Klaw zemřel 3. září 1966 na komplikace neléčené apendicitidy. Zanechal dva syny, Artura a Jeffreyho.

## Filmografie
- Striporama (1953)
- Varietease (1954)
- Teaserama (1955)
- Buxom Beautease (1956)
- Intimate Diary of an Artist's Model (1963) – producer
- Nature's Sweethearts (1963) – producer
- Irving Klaw Bondage Classics, Volume I & II (London Enterprises, 1984)
- Bettie Page: Bondage Queen (Cult Epics, 2005)
- Bettie Page: Pin Up Queen (Cult Epics, 2005)
- Bizarro Sex Loops, Volume 4 (Something Weird Video)
- Bizarro Sex Loops, Volume 20 (Something Weird Video, 2008)